# Leoforos Megalou Alexandrou

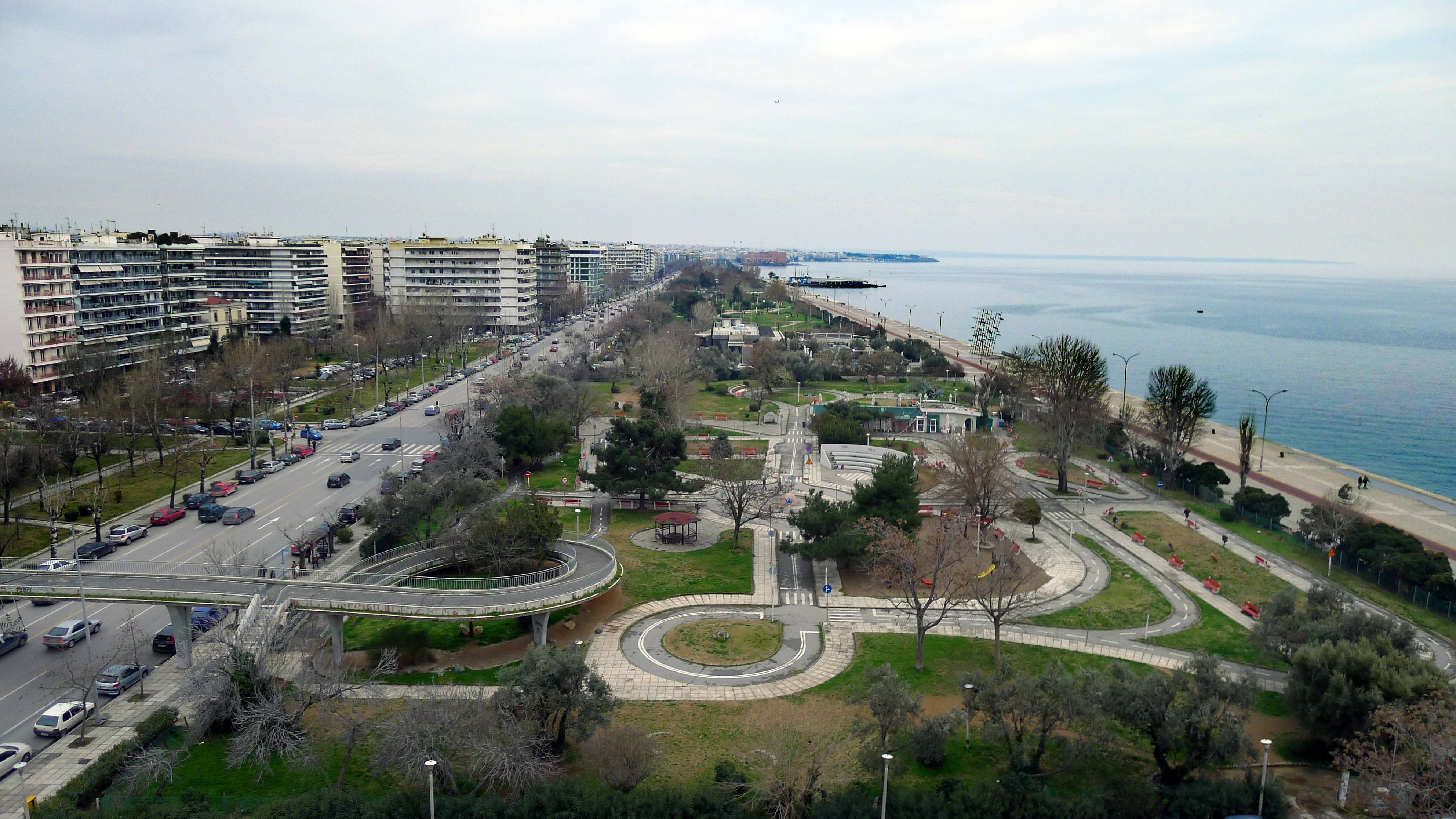
Ansicht der Leoforos Megalou Alexandrou (links) und Nea Paralia (rechts) vom Hotel Makedonia Palace aus (2014)

Die Leoforos Megalou Alexandrou (griechisch Λεωφόρος Μεγάλου Αλεξάνδρου Boulevard Alexander der Große) ist eine Hauptverkehrsstraße in Thessaloniki, Griechenland, die parallel zum neuen Ufer (Nea Paralia) verläuft. 

## Schaffung der Leoforos
Bis zur Mitte des 20. Jahrhunderts war die Küste südlich vom Weißen Turm unbegradigt und Standort verschiedener Tavernen und Ouzerien, während die letzte Hauptstraße parallel zur Küste die heutige Leoforos Vasilissis Olgas war. Im Jahr 1959 begannen große Baumaßnahmen zur Umgestaltung der Küste, dabei wurde auch die Leoforos Megalou Alexandrou gebaut, parallel zu einer geraden Uferpromenade direkt am Wasser, dem neuen Ufer (Nea Paralia). Die Leoforos war anfangs nach Kennedy benannt, bevor sie nach Alexander dem Großen benannt wurde.

## Verlauf der Leoforos Megalou Alexandrou
Sie stellt die Fortsetzung des Küstenboulevards Leoforos Nikis und der Leoforos 30. Oktober dar. Sie beginnt an der Kreuzung mit der Leoforos 3. September, verläuft parallel zum Küstenufer Nea Paralia und endet auf der Höhe des Philharmoniegebäudekomplexes Megaros Musikis. Sie kreuzt die Hauptstraßen Leoforos 28. Oktober, Petrou Syndikas, Markos Botsaris sowie die Leoforos Georgiou Papandreou. Die Leoforos verfügt auf ihrer gesamten Länge über sechs Fahrspuren und verläuft parallel zur Küstenpromenade Nea Paralia, die Fußgängern und Radfahrern vorbehalten ist.
Die Leoforos Megalou Alexandrou beginnt an der Kreuzung mit der Leoforos 3. September. Nördlich anliegend befinden sich das Rathaus, das Museum für byzantinische Kultur und die Militärschulen, südlich das Alexander-der-Große-Denkmal.
Die Leoforos Megalou Alexandrou kreuzt den Odos Karaiskakis auf der Höhe von Faliros. Auf dieser Höhe befindet sich auf der Küstenseite das Hotel Makedonia Palace sowie folgende Themengärten von Nea Paralia: der Garten der Nachmittagssonne (Ο Κήπος του Απογευματινού Ήλιου O Kipos tou Apogevmatinou Iliou) und der Garten aus Sand und Schatten (Ο Κήπος της Άμμου και του Ίσκιου O Kipos tis Ammou kai tou Iskiou).
Danach kreuzt die Leoforos Megalou Alexandrou ebenfalls in Faliro die Leoforos 28. Oktober. Auf dieser Höhe befinden sich folgende Themengärten von Nea Paralia: der Garten von Odysseas Fokas (Ο Κήπος του Φωκά O Kipos tou Foka) und der Garten der Skulpturen und des Mittelmeeres (Ο Κήπος των Γλυπτών και της Μεσογείου O Kipos ton Glypton kai tis Mesogeiou).
Es folgt die Kreuzung mit der Odos Markou Botsari (Οδός Μάρκου Μπότσαρη Markos-Botsaris-Straße). Hier befinden sich der Klanggarten (Ο κήπος του Ήχου O Kipos tou Ichou) als weiterer Themengarten von Nea Paralia sowie der Segelclub von Thessaloniki.
Als Nächstes kommt die Kreuzung mit der Odos Petrou Syndika (Οδός Πέτρου Συνδίκα Petros-Syndikas-Straße). Auf dieser Höhe befinden sich der Garten der Rosen und der Erinnerung (Ο Κήπος των Ρόδων και της Μνήμης O Kipos ton Rodon kai tis Mnimis) und der Garten des Wassers und der Musik (Ο Κήπος του Νερού και της Μουσικής O Kipos tou Nerou kai tis Mousikis) als weitere Themengärten von Nea Paralia sowie das Jugendzentrum.
Die Leoforos Megalou Alexandrou endet vor dem Philharmoniegebäudekomplex und teilt sich in zwei Straßenachsen: die Leoforos Georgiou Papandreou und die Maria-Callas-Straße. Über die Leoforos Georgiou Papandreou werden die Gebiete Martiou, Kifissia und Votsi bedient, während sie unter verschiedenen Namen durch das Gebiet von Finikas verläuft und weiter zum Flughafen „Makedonien“. Die Gebiete Kalamaria und Nea Krini werden über die Maria-Callas-Straße bedient.
An der Leoforos Megalou Alexandrou liegt das deutsche Konsulat. Das Gebäude wurde von 2007 bis 2010 nach dem griechischen Investorenmodell Antiparochi erstellt.